# Kiele Sanchez
Kiele Michelle Sanchez (ur. 13 października 1977 w Chicago) – amerykańska aktorka.

## Życiorys
Urodziła się w Chicago w stanie Illinois jako jedno z czworga dzieci w rodzinie pochodzenia portorykańskiego ze strony ojca oraz francuskiego i polskiego ze strony matki. Jej ojciec, Oscar Sanchez, to agent dżokejów na torze wyścigowym. Karierę aktorską rozpoczęła w Glenbard North High School w Carol Stream po występie w licealnym przedstawieniu Grona gniewu. W trakcie pracy nad spektaklem przezwyciężyła tremę, z którą wtedy się zmagała; walczy też z klaustrofobią.

## Filmografia

### Filmy
- 2000: Migrating Forms jako kobieta ze snu
- 2001: The Kiss jako dziewczyna
- 2003: Skazani na siebie (Stuck on You) jako kobieta z gazem pieprzowym
- 2007: Pana Magorium cudowne emporium (Mr. Magorium's Wonder Emporium) jako pani Goodman
- 2009: Wyspa strachu ( ) jako Gina
- 2010: 30 dni mroku: Czas ciemności (A Perfect Getaway) jako Stella Olemaun
- 2010: Czarny, biały i blues (Redemption Road) jako Hannah
- 2014: Noc oczyszczenia: Anarchia (The Purge: Anarchy) jako Liz
- 2018: Benji jako Whitney Hughes

### Seriale
- 2003: Młody MacGyver (Young MacGyver) jako Taylor
- 2006–2007: Zagubieni (Lost) jako Nikki Fernandez
- 2007–2008: Kim jest Samantha? (Samantha Who?) jako Chloe
- 2010–2013: Zbrodnie Palm Glade (The Glades) jako Callie Cargill
- 2014–2017: Kingdom jako Lisa Prince
- 2020: Prawnik z lincolna (The Lincoln Lawyer) jako Lorna